# Integración política de la India

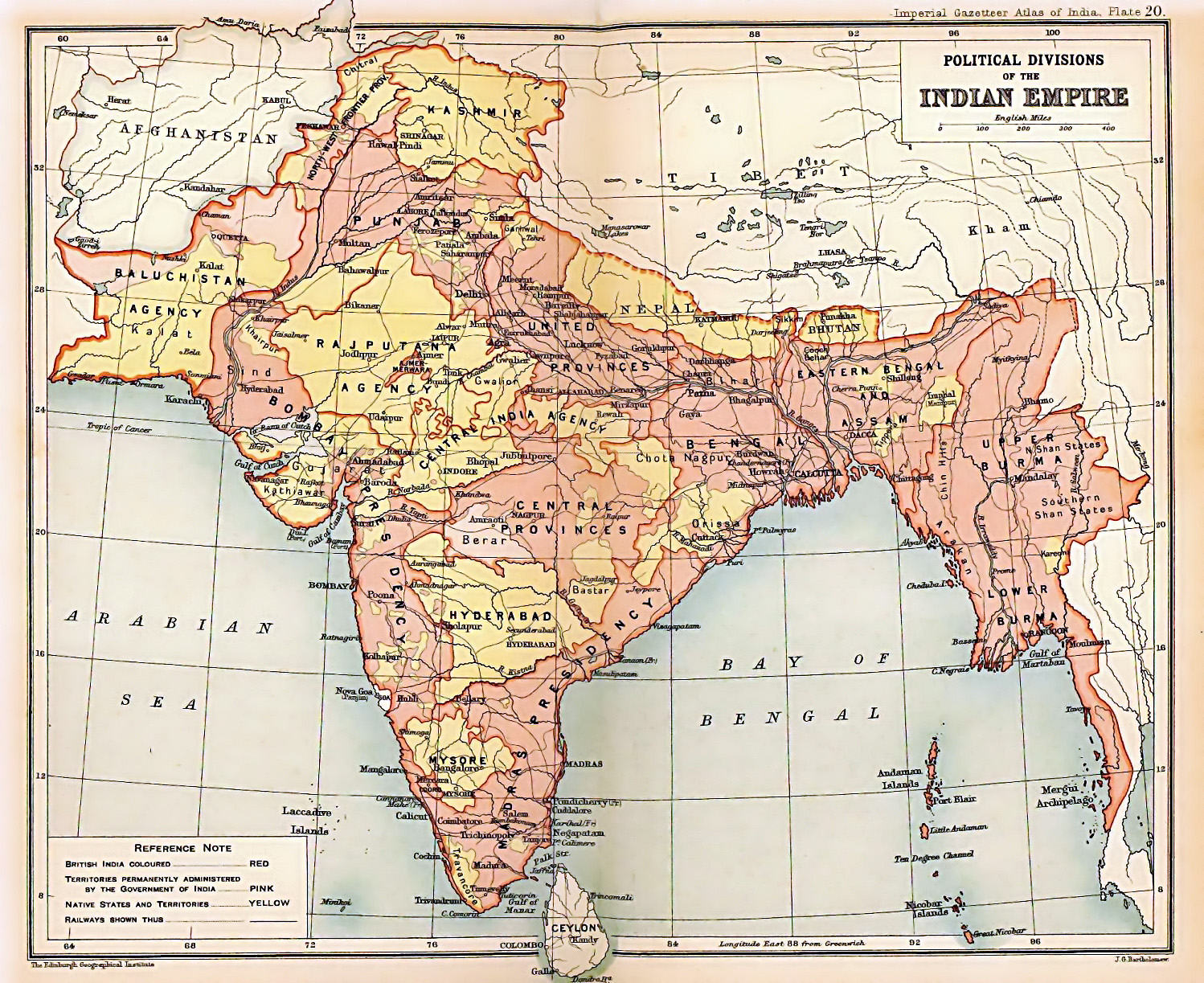
El Raj británico y los estados principescos en 1909.

La integración política de la India fue un objetivo declarado del Congreso Nacional Indio, que el Gobierno de la India persiguió la década siguiente a su creación. Al momento de su independencia en 1947, la India estaba dividida en dos conjuntos de territorios: los primeros eran regiones bajo el control directo del Imperio británico, y los segundos eran áreas sobre las cuales la Corona tenía suzeranía, pero que estaban bajo control de sus gobernantes hereditarios. Estos últimos incluían 562 estados principescos, que tenían diferentes tipos de acuerdos con los británicos, a menudo dependiendo de su tamaño, población y condiciones locales. Además, existían varios enclaves coloniales controlados por Francia y Portugal. 
Por una combinación de factores, Sardar Vallabhbhai Patel y V. P. Menon convencieron a los gobernantes de varios estados principescos que se integraran a la India. Habiendo asegurado su acceso, procedieron a asegurar y extender la autoridad del gobierno central sobre estos estados y a transformar su administración en un proceso paulatino hasta que, para 1956, existía poca diferencia entre los territorios que habían sido parte anteriormente de la India británica y los que habían sido parte de los estados principescos. De forma simultánea, el Gobierno de la India utilizó una serie de medios diplomáticos y militares para adquirir el control de facto y de iure sobre los enclaves coloniales restantes, que también fueron integrados a la India.
Si bien este proceso integró exitosamente a la vasta mayoría de los estados principescos a la India, no fue tan exitoso con respecto a unos pocos estados, en especial, los ex estados principescos de Jammu y Cachemira, Tripura y Manipur, donde aún hoy en día existen movimientos secesionistas.

## Estados principescos en la India británica

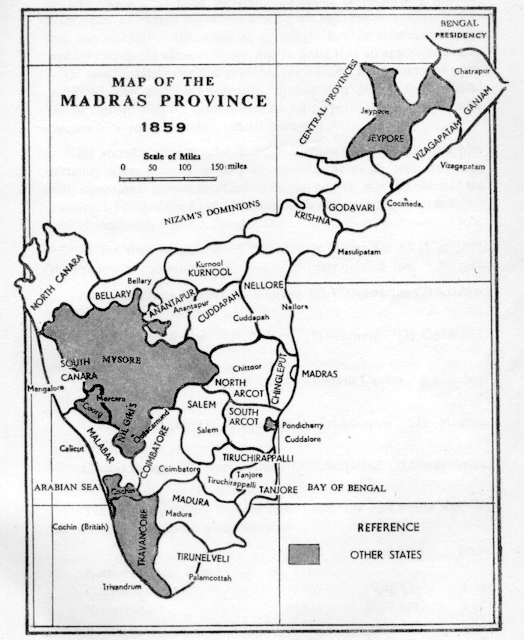
La Provincia de Madrás gobernada por los británicos y los estados principescos adyacentes (1859).

La historia inicial de la expansión británica en India estuvo caracterizada por la coexistencia de dos enfoques hacia los estados principescos existentes. El primero era una política de anexión, donde los británicos buscaron absorber por la fuerza a los estados principescos indios a provincias que constituían su Imperio en India. La segunda fue una política de gobierno indirecto, donde los británicos asumieron suzeranía y preponderancia sobre los estados principescos, mientras les concedieron algún grado de soberanía.
Durante la primera parte del siglo XIX, la política británica tendió hacia la anexión, pero la rebelión de la India de 1857 forzó a un cambio en este enfoque, al demostrarse la dificultad tanto de absorber como de sojuzgar a los estados anexados y la inutilidad de los estados principescos como fuente de apoyo. En 1858 la política de anexión fue oficialmente abandonada y, desde entonces, las relaciones británicas con los estados principescos se basaron en alianzas subsidiarias, por el cual los británicos ejercieron preponderancia sobre todos los estados principescos, con la Corona británica como suzerano último, pero al mismo tiempo, los respetaron y protegieron como aliados al tomar control de sus políticas exteriores. Las relaciones exactas entre los británicos y cada estado principesco estuvieron reguladas por tratados individuales y variaron ampliamente, con algunos estados teniendo una autonomía significativa, algunos siendo objeto de control significativo en asuntos internos y algunos siendo en efecto propietarios de algunos acres de tierra con poca autonomía.
Durante el siglo XX, los británicos realizaron varios intentos de integrar los estados principescos a la India británica, creando la Cámara de los Príncipes en 1921 como un cuerpo consultivo y asesor, transfiriendo la responsabilidad de la supervisión de los estados más pequeños de las provincias del centro en 1936 y creando relaciones directas entre el Gobierno de la India y los agentes políticos de los estados principescos más grandes. El proyecto más ambicioso fue uno de federación, presente en la Ley del Gobierno de la India de 1935, que concebía los estados principescos y la India británica unidos bajo un gobierno federal. Este esquema casi tuvo éxito, pero fue abandonado en 1939 como resultado del estallido de la Segunda Guerra Mundial. En consecuencia, en los años 1940, la relación entre los estados principescos y la Corona británica siguió estando normada por el principio de preponderancia y los varios tratados entre la Corona y los estados.
Ni la preponderancia ni las alianzas subsidiarias podían continuar tras la independencia de la India. Los británicos fueron de la opinión de que como se habían establecido directamente entre la Corona británica y los estados principescos, no podían ser transferidos a los nuevos dominios de India y Pakistán. Al mismo tiempo, impusieron obligaciones al Reino Unido que no estaba preparado para continuar llevando a cabo, como la obligación de mantener tropas en la India para la defensa de los estados principescos. Por tanto, el gobierno británico decidió que la preponderancia, junto con todos los tratados firmados entre él y los estados principescos, llegarían a su fin con la transferencia del poder luego del término del dominio británico.

## Razones para la integración

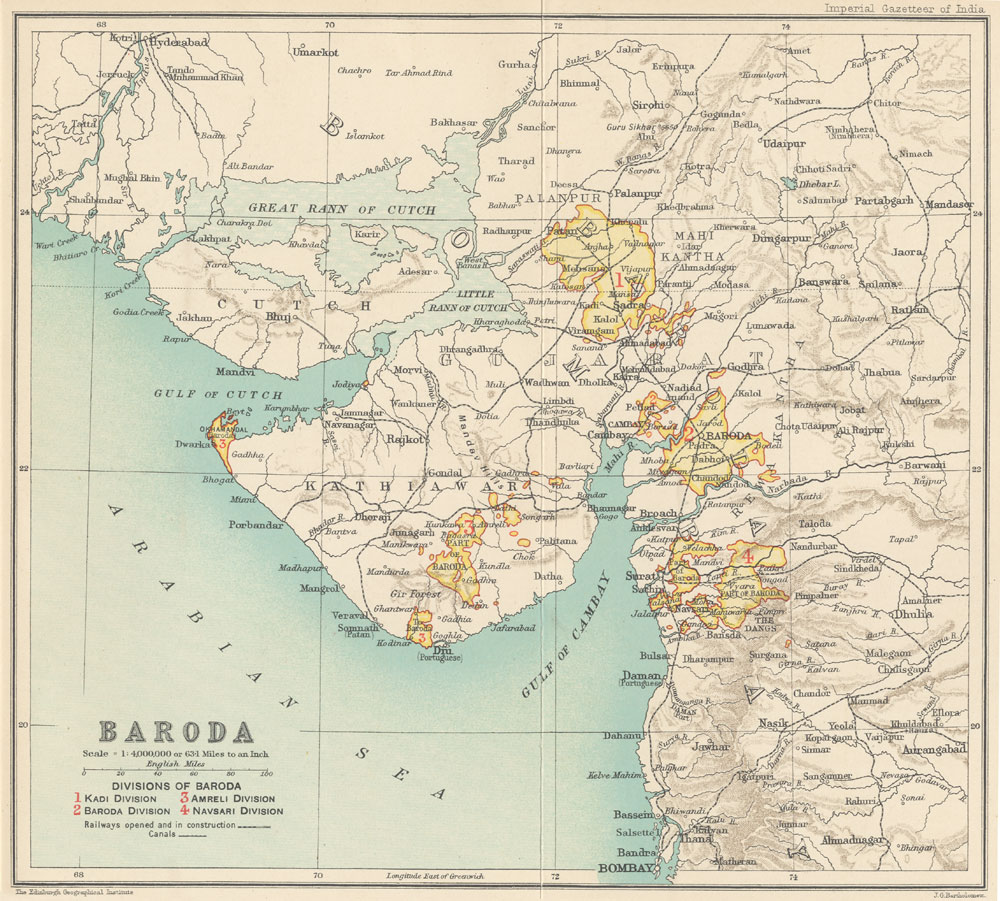
Las regiones de Saurastra y Kathiawar de Guyarat eran el hogar de más de doscientos estados principescos, muchos de ellos con territorios no contiguos, como muestra este mapa de Baroda.

El término de la preponderancia significó que todos los derechos derivados de la relación de los estados con la Corona británica volverían a ellos, dejándolos libres para negociar relaciones con los nuevos estados de India y Pakistán «sobre la base de una total libertad». Los primeros planes británicos para la transferencia de poder, como la oferta producida por la misión Cripps, reconocieron la posibilidad de que algunos estados principescos pudieran optar por salirse de la India independiente. Esto era inaceptable para el Congreso Nacional Indio, que consideró la independencia de los estados principescos como una negación del curso de la historia india y, en consecuencia, consideró este plan como una «balcanización» del país. El Congreso había sido tradicionalmente menos activo en los estados principescos debido a sus recursos limitados que restringían su capacidad para organizarse en esos territorios y su enfoque en el objetivo de la independencia de los británicos, y porque los líderes del Congreso, en particular Mohandas Gandhi, simpatizaban con los príncipes más progresistas por representar un ejemplo de la capacidad de los indios para gobernarse a sí mismos. Esto cambió en la década de 1930 como resultado del esquema de federación contenido en la Ley del Gobierno de la India de 1935 y el surgimiento de líderes socialistas del Congreso como Jayaprakash Narayan, y el Congreso comenzó a participar activamente en la actividad política y laboral popular en los estados principescos. En 1939 la postura formal del Congreso era que los estados debían ingresar a la India independiente, en los mismos términos y con la misma autonomía que las provincias de la India británica, en el que se le concediera a su pueblo un gobierno responsable. Como resultado, intentó insistir en la incorporación de los estados principescos a la India en sus negociaciones con los británicos, pero los británicos consideraron que otorgar esto no estaba en su poder.
Algunos líderes británicos, particularmente Lord Mountbatten, el último virrey británico de la India, también se sentían incómodos con la ruptura de los vínculos entre la India independiente y los estados principescos. El desarrollo del comercio y las comunicaciones durante los siglos XIX y XX había vinculado a los estados principescos con la India británica a través de una compleja red de intereses. Los acuerdos relacionados con ferrocarriles, aduanas, irrigación, uso de puertos y otros similares serían rescindidos, lo que representaría una seria amenaza para la vida económica del subcontinente. Mountbatten también fue persuadido por el argumento de funcionarios indios como V. P. Menon de que la integración de los estados principescos en la India independiente aliviaría, hasta cierto punto, las heridas de la partición. El resultado fue que Mountbatten personalmente favoreció y trabajó para la adhesión de estados principescos a la India después de la transferencia de poder, según lo propuesto por el Congreso.

## Aceptación

### Posición de los príncipes
Los gobernantes de los estados principescos no estaban uniformemente entusiasmados con la integración de sus dominios en la India independiente. El estado de Jamkhandi se integró primero, y algunos, como los gobernantes de Bikaner y Jawhar, se sintieron motivados a unirse a la India por consideraciones ideológicas y patrióticas, pero otros insistieron en que tenían derecho a unirse a la India o Pakistán, a permanecer independientes o formar una unión por su propia cuenta. Bhopal, Travancore e Hyderabad anunciaron que no tenían la intención de unirse a ninguno de los dos dominios. Hyderabad llegó al punto de nombrar representantes comerciales en países europeos y comenzar negociaciones con los portugueses para arrendar o comprar Goa para darle acceso al mar, y Travancore señaló la importancia estratégica para los países occidentales de sus reservas de torio mientras preguntaba por reconocimiento. Algunos estados propusieron una confederación de estados principescos en todo el subcontinente, como una tercera entidad además de India y Pakistán. Bhopal intentó construir una alianza entre los estados principescos y la Liga Musulmana para contrarrestar la presión ejercida sobre los gobernantes por el Congreso.
Varios factores contribuyeron al colapso de esta resistencia inicial y a que casi todos los estados principescos de mayoría no musulmana accedieran a acceder a la India. Un factor importante fue la falta de unidad entre los príncipes. Los estados más pequeños no confiaban en los estados más grandes para proteger sus intereses, y muchos gobernantes hindúes no confiaban en los príncipes musulmanes, en particular Hamidullah Khan, el nabab de Bhopal, un destacado defensor de la independencia a quien veían como un agente de Pakistán. Otros, que creían que la integración era inevitable, intentaron acercar posiciones con el Congreso, con la esperanza de tener voz y voto en la configuración del acuerdo final. La incapacidad resultante para presentar un frente unido o acordar una posición común redujo significativamente su poder de negociación con el Congreso. La decisión de la Liga Musulmana de permanecer fuera de la Asamblea Constituyente también fue fatal para el plan de los príncipes de construir una alianza para contrarrestar al Congreso, y los intentos de boicotear la Asamblea Constituyente fracasaron por completo el 28 de abril de 1947, cuando los estados de Baroda, Bikaner, Cochín, Gwalior, Jaipur, Jodhpur, Patiala y Rewa ocuparon sus asientos.
Muchos príncipes también se vieron presionados por el sentimiento popular a favor de la integración con la India, lo que significaba que sus planes de independencia tenían poco apoyo de sus súbditos. El maharajá de Travancore, por ejemplo, abandonó definitivamente sus planes de independencia tras el intento de asesinato de su dewan, C. P. Ramaswami Iyer. En algunos estados, los ministros principales o dewanes desempeñaron un papel importante en convencer a los príncipes de que se adhirieran a la India. Sin embargo, los factores clave que llevaron a los estados a aceptar la integración en India fueron los esfuerzos de Lord Mountbatten, Sardar Vallabhbhai Patel y V. P. Menon. Los dos últimos eran respectivamente los jefes políticos y administrativos del Departamento de Estados, que estaba a cargo de las relaciones con los estados principescos.

### Rol de Mountbatten

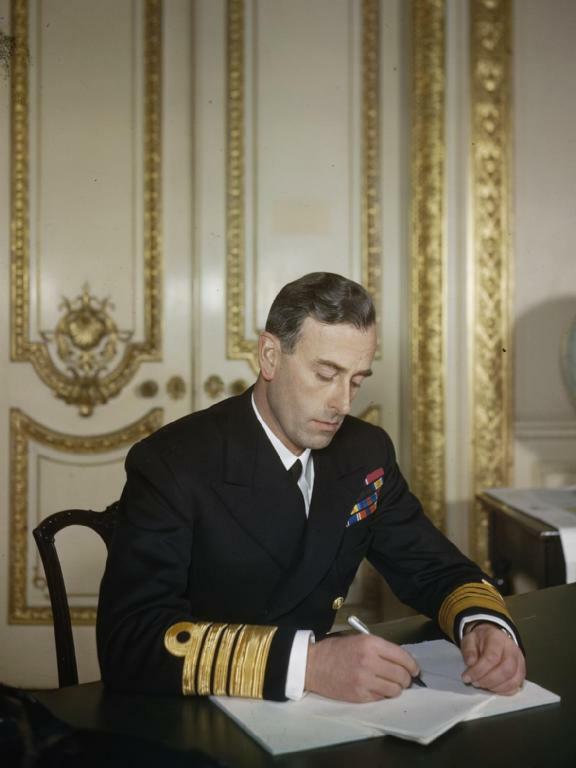
Lord Louis Mountbatten jugó un papel importante en convencer a los monarcas reacios de que se adhirieran a la Unión de la India.

Mountbatten creía que asegurar la adhesión de los estados a la India era crucial para llegar a un acuerdo negociado con el Congreso para la transferencia del poder. Como pariente del rey británico, la mayoría de los príncipes confiaban en él y era amigo personal de muchos, especialmente del nabab de Bhopal, Hamidullah Khan. Los príncipes también creían que él estaría en condiciones de garantizar que la India independiente se adhiriera a los términos que pudieran acordarse porque el primer ministro Jawaharlal Nehru y Patel le habían pedido que se convirtiera en el primer gobernador general del Dominio de la India.
Mountbatten usó su influencia con los príncipes para empujarlos hacia la adhesión. Declaró que el gobierno británico no otorgaría estado de dominio a ninguno de los estados principescos, ni los aceptaría en la Mancomunidad Británica, lo que significaba que la Corona cortaría todas las conexiones con los estados a menos que se unieran a India o Pakistán. Señaló que el subcontinente indio era una entidad económica y que los estados sufrirían más si se rompía el vínculo. También señaló las dificultades que enfrentarían los príncipes para mantener el orden frente a amenazas como el aumento de la violencia religiosa y los movimientos comunistas.
Mountbatten enfatizó que actuaría como fideicomisario del compromiso de los príncipes, ya que se desempeñaría como jefe de Estado de la India hasta bien entrado 1948. Se involucró en un diálogo personal con príncipes reacios, como el nabab de Bhopal, a quien pidió, a través de una carta confidencial, firmar el Instrumento de Adhesión que convertiría a Bhopal en parte de la India, que Mountbatten mantendría encerrado en su caja fuerte. Se entregaría al Departamento de Estados el 15 de agosto solo si el nabab no cambiaba de opinión antes de esa fecha, lo que podía hacer de forma libre. El nabab estuvo de acuerdo y no renegó del trato.
En ese momento varios príncipes se quejaron de que estaban siendo traicionados por el Reino Unido, a quien consideraban un aliado, y sir Conrad Corfield renunció a su puesto como jefe del Departamento Político en protesta por las políticas de Mountbatten. Estas políticas también fueron criticadas por el opositor Partido Conservador, y Winston Churchill comparó el lenguaje usado por el gobierno indio con el usado por Adolf Hitler antes de la invasión de Austria. Historiadores modernos como Lumby y Moore, sin embargo, opinan que Mountbatten jugó un papel crucial en asegurar que los estados principescos aceptaran acceder a la India.